# Horno

Horno var en by i kommunen Jänschwalde i delstaten Brandenburg i östligaste Tyskland, nära gränsen till Polen.
När dagbrottet för brunkolsfyndigheten i Jänschwalde för det näraliggande kolkraftverket utökades, blev Horno avlägsnad. Detta väckte uppmärksamhet och debatt även i Sverige, eftersom verksamheten i området dessförinnan hade förvärvats av statliga Vattenfall, som ett led av konsekvenserna i det förändrade ägaruppdraget i samband med bolagiseringen.